# RISE88 -世界最強はRISEが決める-
『RISE88 -世界最強はRISEが決める-』（ライズ88 せかいさいきょうはライズがきめる）は、TOKYO MXで2012年6月30日 土曜日19:00 - 19:55に放送された格闘技番組である。

## 概要
キックボクシング系・打撃格闘技のニュースタイル『RISE』。団体、所属の枠組みを超えた選手同士が激しくぶつかり合う格闘技番組。2012年6月2日に行われたRISE 88の模様を初の地上波放送。主催はRISEクリエーション株式会社。認定はRISEコミッション。

## 出演者
- MC
  - 団長安田（安田大サーカス）
- ゲスト
  - 矢部美穂、石田純一
- 解説
  - 佐藤嘉洋
- 特別ゲスト
  - 長州小力、小沢仁志
- 実況アナ
  - 矢野武
- 控え室リポーター
  - クロちゃん（安田大サーカス）

## 音楽
エンディングテーマ
- 「BIRTH」（B→J feat.JIDAIMASTER）

## スタッフ
- 構成：荒井靖裕
- CAM：山本真二、宮島寿実、久村誠次
- 音声：中村尚人、津田仲哉
- 技術協力：インテック
- 編集：原田征司
- MA：スタジオブレーン
- AD：宮坂悟史、江河佑太、太楽扶美男
- 制作進行：妹尾真
- 特別協力：3A-life
- 協力：伊藤隆(RISEクリエーション)、淵脇剛(RISEクリエーション)、オゾンネットワーク、ATミュージック、フィットネスショップ、株式会社J.C.O.S、ZERO1引越センター、アルファ矯正歯科クリニック、スポーツバーMartial ARTS、焼き鳥「駅」下北沢店、株式会社ESJ、株式会社JWA
- 衣装協力：73R
- 広報：阿部一樹、谷内田信
- ディレクター：程能禎之
- チーフプロデューサー：高木征太郎
- 制作協力：スタイルワン
- 特別協賛：株式会社インサイト、株式会社アクティブシーク
- 制作：ビデオキッド